# Zoltán Várkonyi
Zoltán Várkonyi (Budapest, 13 de mayo de 1912 – Budapest, 10 de abril de 1979) fue un actor y director de cine húngaro. En 1961, fue miembro del jurado del Festival de Cine de Moscú. Cuatro años después, fue miembro del jurado de este mismo festival.

## Filmografía

### Director
- Különös ismertetőjel (1955)
- Pillar of Salt (1958)
- Kárpáthy Zoltán (1966)
- Stars of Eger (1968)
- Szemtől szembe (1970)

### Actor
- The Dream Car (1934)
- Black Diamonds (1938)
- Stars of Variety (1939)
- The Perfect Man (1939)
- Gül Baba (1940)
- A Tanítónő (1945)
- Iron Flower (1958)
- Story of My Foolishness (1966)
- Kárpáthy Zoltán (1966)